# Oberaurach
Oberaurach là một đô thị ở Haßberge bang Bavaria thuộc nước Đức.